# Anacroneuria naomi
Anacroneuria naomi är en bäcksländeart som beskrevs av James George Needham och Broughton 1927. Anacroneuria naomi ingår i släktet Anacroneuria och familjen jättebäcksländor. Inga underarter finns listade i Catalogue of Life.